# Ortwin Rodewald
Ortwin Rodewald es un deportista de la RDA que compitió en remo. Ganó dos medallas en el Campeonato Mundial de Remo, bronce en 1977 y oro en 1979.

## Palmarés internacional
| Campeonato Mundial | Campeonato Mundial       | Campeonato Mundial | Campeonato Mundial |
| Año                | Lugar                    | Medalla            | Prueba             |
| ------------------ | ------------------------ | ------------------ | ------------------ |
| 1977               | Ámsterdam (Países Bajos) | Medalla de bronce  | Dos sin timonel    |
| 1979               | Bled (Yugoslavia)        | Medalla de oro     | Ocho con timonel   |